# Gotha G.I
De Gotha G.I is een zware bommenwerper die werd gebruikt door de Duitse Luftstreitkräfte ("Luchtstrijdkrachten") tijdens de Eerste Wereldoorlog. De Gotha was speciaal ontworpen voor een groot bereik en deze bommenwerper voerde vooral nachtelijke bombardementen uit.

## Ontwerp
Het vliegtuig was een dubbeldekker met een uitzonderlijk ontwerp. In tegenstelling tot andere vliegtuigen uit die tijd, was de romp niet op de onderste, maar aan de bovenste vleugel bevestigd. De ontwerper, Carl Oskar Ursinus, patenteerde dit. Het schootsveld van het voorste machinegeweer werd hierdoor groter, aangezien het nu ook mogelijk was naar boven te schieten. Voorts konden de twee motoren ook dichter bij de romp geplaatst worden, waardoor de asymmetrische stuwkracht geminimaliseerd werd wanneer er één motor uitviel. Een nadeel was dan weer dat, als er een noodlanding moest gebeuren en het vliegtuig omgekeerd vloog, de schutter veel meer gevaar liep om verwond te worden.
Oorspronkelijk was het vliegtuig als een groot watervliegtuig ontworpen. Het prototype maakte zijn eerste vlucht in 1915 en was uitgerust met twee  Benz Bz II motoren die een elk een vermogen hadden van 74 kW (100 pk).
Na uitgebreide tests ging het vliegtuig, ondertussen gemodificeerd als bommenwerper, in productie bij de Gothaer Waggonfabrik, begin maart 1915. De originele constructie van Oskar Ursinus, werd door de hoofdingenieur van de fabriek, Hans Burkhard, nog aangepast. Het eerste exemplaar was klaar op 27 juli 1915 en tegen 1916 waren 18 stuks operationeel. Deze versie beschikte over krachtigere Benz Bz III 110 kW (150 pk) motoren. Tot 1917 stond de bommenwerper bekend als het Gotha-Ursinus-Heeresflugzeug (GUH). Later werden er andere types geproduceerd bij Gotha, waardoor het naar Gotha G.I hernoemd werd.
De Kaiserliche Marine gaf in april 1915 de opdracht tot de bouw van één exemplaar, volgens het oorspronkelijke watervliegtuig-ontwerp, en ging in dienst onder de naam Ursinus-Wasser-Doppeldecker (UWD). Dit vliegtuig nam deel aan een succesvolle luchtaanval op de Engelse havenstad Dover in 1916, waar het enkele bommen op een kustbatterij dropte.
Gotha G.I · Gotha G.II · Gotha G.III · Gotha G.IV · Gotha G.V · Gotha G.VI · Gotha G.VII · Gotha G.VIII · Gotha G.IX · Gotha G.X · AEG DJ.I · AEG G.I · AEG G.II · AEG G.III · AEG G.IV · AEG G.V · AEG J.I · AEG J.II · AEG R.I · Friedrichshafen G.II · Friedrichshafen G.III · Hannover CL.II · Junkers CL.I ·  Junkers J.I · Rumpler G.I  · Rumpler G.II · Rumpler G.III  · Zeppelin-Lindau Rs.II  · Zeppelin-Lindau Rs.III · Zeppelin-Lindau Rs.IV · Zeppelin-Staaken R.VI